# Loup (prénom)
Pour les articles homonymes, voir Loup (homonymie).

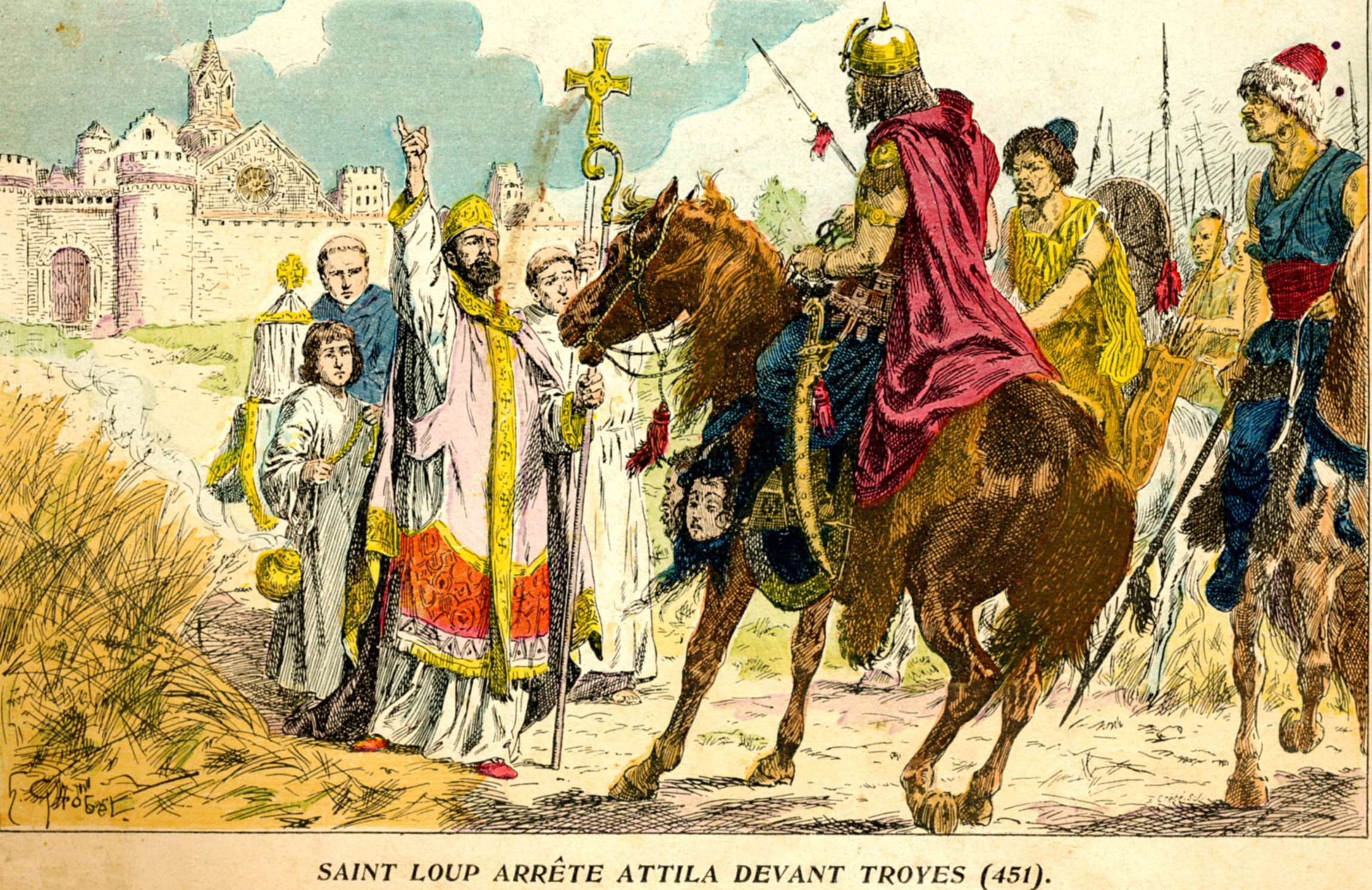
Saint Loup et Attila devant Troyes.

Loup est un prénom masculin ou féminin. La forme médiévale Leu est utilisée exceptionnellement.

## Étymologie
Du latin lupus : loup, animal (canidé, poisson, araignée) et nom ou surnom de personne.